# デンデン虫のデン子さん
「デンデン虫のデン子さん」（デンデンむしのデンこさん）は、日本の楽曲。作詞・作曲：橋本美和子、編曲：玉木宏樹、歌：デューク・エイセス。

## 概要
NHKの『あなたのメロディー』の1973年度優勝曲。メスのカタツムリ「デン子」に恋したオスのカタツムリが、デン子のためにアタックする様子を描いた歌。「ウーマンリブ」や「六畳一間」といった、時代を反映する歌詞が入っている。
1974年2月 - 3月にNHKの『みんなのうた』で紹介。映像は吉良敬三製作のアニメ。放送ではイントロと間奏の一部が改変され、3番と4番の間にインストゥルメンタルが追加された。
再放送は同年12月 - 1975年1月の1回だけだったが、「みんなのうた発掘プロジェクト」で音声が提供され、2012年2月12日にNHKラジオ第1放送で放送された「みんなのうたリクエスト大全集」（第三夜）で37年2か月ぶりに再放送され、そして同年12月からラジオのみではあるが、定時番組でも再放送された。その後同プロジェクトで映像も提供され、2015年6月 - 7月にテレビでは40年半ぶりに再放送された（サイドパネル付き・ニュープリント）。

## カバー
- ボニージャックス - キングレコードから発売されたLP『NHKみんなのうたより Vol. 11』（SKM-2204）などに収録。
- ロイヤルナイツ - ポリドール・レコードから発売されたLP『NHKみんなのうたより 鳩笛』（MQ-1019）などに収録。